# Oscar Theodor Baron
Oscar Theodor Baron oder oft Oscar T. Baron geschrieben (* 10. September 1847 in Repsch, Landkreis Neustadt O.S.; † 7. September 1927 in Oberglogau, Provinz Oberschlesien) war ein schlesischer Lepidopterologe, Entomologe, Ornithologe, Forschungsreisender und Ingenieur.

## Leben und Wirken
Getauft am 19. September 1847, ging Baron später in Neustadt auf das Gymnasium. Schon als dreizehnjähriger Junge legte er sich eine entomologische Sammlung an. Zunächst begann er als Matrose und erlitt vor Java Schiffbruch. Hier heuerte er auf einem weiteren Schiff an und erreichte schließlich mit einer Skorbut-Erkrankung die Vereinigten Staaten. In dieser Zeit leitete er die Vermessung einer kleineren Insel. Seine Freizeit nutzte er, um Insekten zu sammeln. In Kalifornien arbeitete er schließlich als Ingenieur. Er zog sich eine und nach Angaben der Ärzte tödliche Warzenkrankheit (Verruga peruana?) in dem Sümpfen Amerikas zu. Baron überlebte die Krankheit und entschloss sich, nach Europa zurückzukehren.
1876 arbeitete er in Navarro als Belader von Schonern, die von einem Sägewerk Waren von Navarro nach San Francisco schifften. 1879 zog er nach Mendocino. Am 13. April 1879 schrieb er an Henry Edwards, dass er auf Sammeltour unterwegs war. Am 23. Mai sammelte er am Sanhedrin Berg. Am 15. Juni hatte er Cache Creek im Lake County erreicht. Über Newville war er am 30. Juni in Red Bluff, von wo aus er in einem Brief schrieb, dass eine Box mit 1000 Sammelobjekten versendet wurde. Am 18. August war er in Middletown. Über Calistoga kehrte er schließlich am 24. September nach Mendocino zurück. Am 15. Oktober schickte er drei Kisten mit Material an Edwards. Eine bekam Edwards, die anderen gingen an James Spencer Bailey (1830–1883), Edward Louis Graef (–1922) und Berthold Neumoegen (1845–1895). Im Oktober 1881 arbeitete er als Standort-Ingenieur für die California Southern Rail Road Company. Am 3. August war Baron in Middletown, wo er wohl bis zum 28. August sammelte. Schließlich kehrte er am 16. September zurück nach Mendocino. Schon am 16. Oktober ging er erneut auf Reise und war am 7. November in Santa Barbara. Von dort zog er weiter nach San Bernardino und weiter ins County San Dieguito.
Neben Edwards war er mit Ferdinand Heinrich Hermann Strecker (1836–1901) im postalischen Austausch. Der letzte Brief an Strecker datierte vom 20. Januar 1893 aus San Francisco. In der Zeit zwischen 1881 und 1893 arbeitete er als Ingenieur für mehrere Eisenbahnunternehmen in Kalifornien. Im Jahr 1885 machte er eine Reise nach Mexiko und berichtete Strecker davon. In der Zeit von 1889 bis 1891 war er in Ecuador unterwegs. Während dieser Zeit kommunizierte er nur mit Albert Koebele (1836–1901). Am 29. Februar war er zum Sammeln in Ukiah. Bereits am 28. März war er in Cloverdale, eine Gegend, in der er bis 14. Mai blieb.
1881 bereiste Baron sehr intensiv den Süden Kaliforniens und war durch seine Eisenbahntätigkeiten sehr beschäftigt. So war er am 8. Mai in San Bernardino, am 12. Mai im Canon von Santa Margarita und weiter in San Luis Rey. Das folgende Jahr 1882 war wieder stark durch Reisen geprägt. Am 14. Mai traf er erstmals William Greenwood Wright, dem er vieles über Schmetterlinge beibrachte. Früh im Jahr 1884 kehrte er nach Deutschland zurück, wo er Otto Staudinger traf. Auf dem Weg über New York besuchte er all die Personen, denen er seine gesammelten Lieferungen verkauft hatte. Nach seiner Rückkehr ging er auf Anraten von Neumoegen nach Mexiko, eine Reise von der nicht mehr bekannt ist, als dass er am 10. Dezember 1885 in Chilpancingo war. Nun kommunizierte er öfters mit seinem Freund Albert Koebele. Es folgte eine Zeit als Eisenbahningenieur mit diversen Sammlungen in Kalifornien. Wahrscheinlich früh im März 1889 erreichte Baron Guayaquil in Ecuador. Hier sammelte er an den zum Pazifik gelegenen Hängen der Anden und am 24. Oktober meldete er sich aus Loja. Ein zweiter Trip führte ihn nach Zamora. In Ecuador sammelte Baron ca. 11.000 Schmetterlinge, 5000 Käfer und 700 Kolibris. Am 26. Januar 1890 hielt er sich am Río Pescado in der Provinz Manabí auf. Nun verlegte er am 12. Juni sein Hauptquartier nach Cuenca. Für sein nächstes Ziel den Chimborazo verlegte er sein Hauptquartier temporär nach Riobamba. Im Februar 1891 war Baron zurück in Alameda County. Hier arbeitete er wieder bei der Eisenbahn und kehrte früh im Jahr 1893 nach Deutschland zurück.
Als Hans Hermann Behr über kalifornische Schmetterlinge (Lepidoptera) publizierte, war es u. a. Baron, der ihn mit seinen Beobachtungen unterstützte.
Baron sammelte sehr viele Insekten in Mendocino und Fresno County. Viele de entomologischen Arten, die er gesammelt hatte, wurden von William Henry Edwards (1822–1909), Henry Edwards (1827–1891) und anderen beschrieben. Henry Edwards nutze z. B. eine größere Sammlung von Insekten von Baron, um über die Gattung Hepialus zu publizieren.
Im Jahr 1893 brachte er seine Schmetterling- und Kolibrisammlung zunächst im Gebäude der California Academy of Sciences unter um diese dort zu studieren. Er erwog eine längere Expedition nach Ecuador in die zentralen Anden, um dort Schmetterlinge und Kolibris zu sammeln. Schon damals galten seine Sammlungen aus Mittel- und Südamerika und insbesondere Mexiko als eine der bedeutendsten ihrer Zeit.
Seine Sammlung, bestehend aus 1019 Kolibris aus Mexiko, Kalifornien und Ecuador, die er selbst nach Studien in freier Natur naturgetreu präpariert hatte, kaufte im Jahr 1893 Walter Rothschild, 2. Baron Rothschild für die Summe von £615. Die Sammlung war eine Sensation für europäische Ornithologen, da die Kolibris bisher noch nie in natürlichen Positionen dargestellt wurden. Später finanzierte Rothschild für Baron eine Expedition nach Peru, wo er in den Anden viele neue Arten entdeckte. Im Jahr 1936/37 ging die Sammlung als Spende an das Natural History Museum. Später ging die Sammlung an das American Museum of Natural History. Baron selbst publizierte über seine Peru-Reise einen Artikel mit dem Titel Notes on the localities visited by O.T. Baron in northern Peru and on the Trochilidae found there.
Das Typusexemplar der Purpurtaube-Unterart Patagioenas subvinacea ogilviegranti (Chubb, C, 1917) wurde von Baron im September 1894 gesammelt.
Am 3. Oktober 1892 wurde er zum Mitglied der California Academy of Sciences gewählt. Baron war außerdem Mitglied des Californian Zoological Club.
In den letzten 30 Jahren züchtete er in Oberglogau erfolgreich Bienen. Baron arbeitete bis ins hohe Alter. Durch seinen zurückhaltenden friedvollen Charakter berichtete er nur sehr selten über seine Abenteuer. Außer seinen Expeditions-Stationen in Peru hat er selbst nichts publiziert.

## Dedikationsnamen
Osbert Salvin ehrte ihn 1893 im Violettkehl-Glanzschwänzchen (Metallura baroni) und 1895 im Weißbrauen-Baumschlüpfer (Cranioleuca baroni). Ernst Hartert nannte 1897 den Baronschattenkolibri (Phaethornis baroni), der auch von anderen Autoritäten als Unterart des Langschnabel-Schattenkolibri (Phaethornis longirostris baroni) geführt wird, zu seinen Ehren. Auch in der Unterart der Gelbbrust-Buschammer (Atlapetes latinuchus baroni (Salvin, 1895)) und der Unterart des Küstenzaunkönigs (Cantorchilus superciliaris baroni (Hellmayr, 1902)) findet sich sein Name.
Außerdem findet man in der Literatur Eutoxeres baroni Hartert, E & Hartert, C, 1894, ein Synonym Adlerschnabel-Unterart (Eutoxeres aquila heterurus Gould, 1868) und Thamnophilus bernardi baroni Hartert, E & Goodson, 1917, ein Synonym für die Fleckengesicht-Ameisenwürger-Unterart (Thamnophilus bernardi cajamarcae (Hellmayr, 1917)).
Oryzomys baroni Allen, JA, 1897 ist ein Synonym für die Sigmodontinae-Art Aegialomys xanthaeolus (Thomas, 1894).
William Henry Edwards widmete ihm 1880 den Namen in der Edelfalter-Art (Cercyonis baroni) und 1879 die Edelfalter-Unterart (Euphydryas editha baroni). 1881 benannte William Henry Edwards eine Unterart Argynnis liliana baroni (heute Speyeria callippe liliana). James John Rivers ehrte ihn 1890 in der Sandlaufkäfer-Art Amblycheila baroni. Samuel Wendell Williston beschrieb 1886 die für die Wissenschaft neue Schwebfliegenart Cheilosia baroni und 1883 mit Oncomyia baroni  ein Synonym der Blasenkopffliegenart Thecophora occidensis  (Walker, 1849). Ephraim Porter Felt nannte 1908 eine Gallmückenart Asphondylia baroni. Erst 1916 spezifizierte er, dass Baron diese am 8. April 1888 in Arizona gesammelt hatte.

## Publikationen (Auswahl)
- Notes on the localities visited by O.T. Baron in northern Peru and on the Trochilidae found there. In: Novitates Zoologicae. Band 4, Nr. 1, 1897, S. 1–10 (englisch, biodiversitylibrary.org).